# NGC 3026
NGC 3026 est une galaxie spirale intermédiaire de type magellanique située dans la constellation du Lion. NGC 3026 a été découverte par l'astronome américain Lewis Swift en 1886.

## Caractéristiques
La classe de luminosité de NGC 3026 est V-VI et elle présente une large raie HI.

### Distance
Sa vitesse par rapport au fond diffus cosmologique est de 1 759 ± 20 km/s, ce qui correspond à une distance de Hubble de 25,9 ± 1,8 Mpc (∼84,5 millions d'al).
À ce jour, huit mesures non basées sur le décalage vers le rouge (redshift) donnent une distance de 22,500 ± 4,466 Mpc (∼73,4 millions d'al), ce qui est à l'intérieur des valeurs de la distance de Hubble.

### Classification
La classification de galaxie irrégulière par la base de données NASA/IPAC et par Wolfgang Steinicke semble incorrecte. En effet, on voit nettement la présence d'un anneau d'étoiles qui ressemble à un bras spiral sur l'image de l'étude SDSS ainsi qu'un début de barre au centre de la galaxie. La base de données HyperLeda indique qu'il s'agit d'une spirale barrée, mais la classification de spirale intermédiaire par le professeur Seligman semble mieux correspondre à la réalité.

## Paire de galaxies?
Les galaxies NGC 3026 et NGC 3032 sont dans la même région du ciel et selon l'étude réalisée par Abraham Mahtessian, elles forment une paire de galaxies. Cependant, la base de données NASA/IPAC indique que NGC 3026 est une galaxie du champ, c'est-à-dire qu'elle n'appartient pas à un amas ou un groupe et qu'elle est donc gravitationnellement isolée.